# محمدعلی نفخه
محمدعلی نفخه (انگلیسی: Mohamed Ali Nafkha؛ زادهٔ ۲۵ ژانویهٔ ۱۹۸۶) بازیکن فوتبال اهل تونس است.
از باشگاه‌هایی که در آن بازی کرده‌است می‌توان به باشگاه فوتبال زوریخ و باشگاه فوتبال ستاره ساحلی اشاره کرد.
وی همچنین در تیم ملی فوتبال تونس بازی کرده‌است.